# Matt & Kim
Matt & Kim sind ein US-amerikanisches Indie-Pop-Duo aus Brooklyn, New York.

## Geschichte
Matt Johnson und Kim Schifino hatten sich im Jahre 2004 während ihres Studiums am Pratt Institute in Brooklyn kennengelernt. Bevor die beiden anfingen gemeinsam Musik zu machen, hatte Matt bereits Bass in einer Punk-Band gespielt. Kim machte in ihrer Schulzeit erste musikalische Erfahrungen mit der Klarinette. Bis dahin konnte Matt Johnson allerdings noch kein Keyboard spielen. Auch Kim Schifino war mit dem Schlagzeug nicht vertraut. Wenige Monate nachdem sie ihre jeweiligen Instrumente erlernt hatten, wurden sie von Freunden überredet ihr erstes Konzert zu geben. Als „Matthew and Kimberley“ absolvierten Johnson und Schifino im Oktober 2004 ihren ersten Live-Auftritt.
Nach einer unbeträchtlichen Namensänderung ergriffen sie im darauf folgenden Jahr jede sich bietende Möglichkeit in Brooklyn live zu spielen. Die energetische Performance brachte der Band eine Menge Aufmerksamkeit. Nebenbei veröffentlichten Matt and Kim die EP To/From und begannen intensiv durch die USA zu touren. Dabei brannten sie auf dem Weg zu den selbst gebuchten Konzerten hinten in ihrem Bus ihre CDs selbst und „bespielten scheinbar jede Kunstgalerie und jeden Keller des Landes“.
2006 veröffentlichten Matt & Kim ihr gleichnamiges Debütalbum, das sowohl von den Kritikern als auch von den Fans begeistert aufgenommen wurde und gaben weiterhin Konzerte bei renommierten Musikfestivals wie The Siren Music Festival, Lollapalooza  und  South by Southwest. Parallel zu den Touraktivitäten in Australien, Japan, Europa und später Neuseeland arbeiteten die Künstler an ihrem zweiten Album Grand, welches Anfang 2009 beim Fader Label erschienen ist. Dieses Nachfolgewerk wurde zum größten Teil im Elternhaus von Johnson in Vermont aufgenommen.
Am 2. November 2010 erschien Sidewalks, ihr drittes Studioalbum, welches zehn Songs umfasst. Die erste Single Cameras wurde am 31. August veröffentlicht.

## Stil
Stilistische Merkmale der Band sind eingängige tanzbare Pop-Melodien kombiniert mit einem schlagzeuglastigen perkussiven Sound und einfachen Synthesizer-Beats. Musikalisch bewegen sich Matt and Kim nach Einschätzung mancher Kritiker zwischen Indietronic und Dancepop und lassen aufgrund der instrumentellen Kombination aus Schlagzeug und Keyboard gewisse Parallelen zu dem Indie-Rock-Duo Mates of State erkennen. Stimmungsvolle Live-Auftritte, die „mehr nach Tanzen und Party aussehen, als nach einem traditionellen Konzert“ sind zu einem Markenzeichen der Band geworden. Darüber hinaus sorgte das Brooklyn-Duo mit ihren unkonventionellen, einfallsreichen und manchmal provokanten Videoclips für Aufregung.

## Rezeption
In einem Review für das englischsprachige Musikmagazin „Paste“ wurde die Musik des Duos als „unfehlbar von Hand gemachte Indie-Tanzmelodien“ bezeichnet.

## Diskografie

### Alben
- 2006: Matt & Kim (Iheartcomix Records)
- 2009: Grand (Fader Label)
- 2010: Sidewalks (Fader Label)
- 2012: Lightning (Fader Label)
- 2015: New Glow (Harvest Records)
- 2018: Almost Everyday (Fader Label)

### Demos
- 2005: To/From (Eigenveröffentlichung)

### Singles
- 2006: Silver Tiles (Moshi Moshi Records)
- 2007: Yea Yeah (Tellé)
- 2008: Daylight (Green Label Sound)
- 2009: Lessons Learned (Fader Label; nur in Großbritannien)
- 2010: Cameras (Fader Label)
- 2011: Block After Block (Fader Label)
- 2011: I'm a Goner (Converse)
- 2012: Let's Go (Fader Label)